# John Smithson
John Smithson est un musicien britannique né en 1963 dans le comté du Sussex. Il devient en 1989 le bassiste et claviériste de Bonham et participe aux deux albums publiés par le groupe jusqu'à sa séparation en 1992 et sa renaissance sous le nom de Motherland.

## Discographie
- Bonham : The Disregard of Timekeeping
- Bonham : Mad Hatter